# Ras del Tossal
El Ras del Tossal és una muntanya de 1.801 metres que es troba al municipi del Pont de Bar, a la comarca catalana de l'Alt Urgell.